# Bordtennis vid olympiska sommarspelen 2024
Bordtennis vid olympiska sommarspelen 2024 arrangerades mellan 27 juli och 10 augusti 2024 i Paris Expo Porte de Versailles i Paris i Frankrike.
Totalt 175 bordtennisspelare tävlade i fem grenar (två per kön och en mixed). Antal tävlande var jämnt fördelat mellan damer och herrar precis som vid tidigare upplagor. 

## Tävlingsprogram
| I | Inledande omgång | ¼ | Kvartsfinaler | ½ | Semifinaler | F | Final |

| Gren ↓ / Datum →     | Lör 27 | Sön 28 | Mån 29 | Tis 30 | Ons 31 | Tor 1 | Fre 2 | Lör 3 | Sön 4 | Mån 5 | Tis 6 | Tis 6 | Ons 7 | Ons 7 | Tor 8 | Tor 8 | Fre 9 | Lör 10 |
| -------------------- | ------ | ------ | ------ | ------ | ------ | ----- | ----- | ----- | ----- | ----- | ----- | ----- | ----- | ----- | ----- | ----- | ----- | ------ |
| Herrsingel           | I      | I      | I      | I      | I      | ¼     | ½     |       | F     |       |       |       |       |       |       |       |       |        |
| Herrarnas lagtävling |        |        |        |        |        |       |       |       |       | I     | I     | I     | ¼     | ¼     | ½     | ½     | F     |        |
| Damsingel            | I      | I      | I      | I      | I      | ¼     | ½     | F     |       |       |       |       |       |       |       |       |       |        |
| Damernas lagtävling  |        |        |        |        |        |       |       |       |       | I     | I     | I     | ¼     | ¼     |       | ½     |       | F      |
| Mixeddubbel          | I      | ¼      | ½      | F      |        |       |       |       |       |       |       |       |       |       |       |       |       |        |

## Medaljörer
| Gren                             | Guld                                  | Silver                                                   | Brons                                            |
| Damsingel Detaljer...            | Chen Meng Kina                        | Sun Yingsha Kina                                         | Hina Hayata Japan                                |
| Damernas lagtävling Detaljer...  | Kina Sun Yingsha Wang Manyu Chen Meng | Japan Hina Hayata Miwa Harimoto Miu Hirano               | Sydkorea Shin Yu-bin Jeon Ji-hee Lee Eun-hye     |
|                                  |                                       |                                                          |                                                  |
| Herrsingel Detaljer...           | Fan Zhendong Kina                     | Truls Möregårdh Sverige                                  | Félix Lebrun Frankrike                           |
| Herrarnas lagtävling Detaljer... | Kina Fan Zhendong Ma Long Wang Chuqin | Sverige Anton Källberg Kristian Karlsson Truls Möregårdh | Frankrike Simon Gauzy Alexis Lebrun Félix Lebrun |
|                                  |                                       |                                                          |                                                  |
| Mixeddubbel Detaljer...          | Kina Wang Chuqin Sun Yingsha          | Nordkorea Ri Jong-sik Kim Kum-yong                       | Sydkorea Lim Jong-hoon Shin Yu-bin               |

Denna tabell: visa • redigera

## Medaljtabell
*   Värdland ( Frankrike)
| Nr                  | Nation              | Guld | Silver | Brons | Totalt |
| ------------------- | ------------------- | ---- | ------ | ----- | ------ |
| 1                   | Kina                | 5    | 1      | 0     | 6      |
| 2                   | Sverige             | 0    | 2      | 0     | 2      |
| 3                   | Japan               | 0    | 1      | 1     | 2      |
| 4                   | Nordkorea           | 0    | 1      | 0     | 1      |
| 5                   | Sydkorea            | 0    | 0      | 2     | 2      |
| 5                   | Frankrike*          | 0    | 0      | 2     | 2      |
| Totalt (6 nationer) | Totalt (6 nationer) | 5    | 5      | 5     | 15     |